# 花斑擬鱗魨
花斑擬鱗魨，又稱圓斑擬鱗魨、花斑皮剝魨，俗名小丑砲彈、花斑擬板機魨，是輻鰭魚綱魨形目鱗魨亞目單棘魨科的其中一種。

## 分布
本魚分布于非洲东海岸到太平洋中部波利尼西亚、北至日本南部以及西沙群岛海域和台湾海峡等，属于暖水性鱼类。

## 深度
水深1至75公尺。

## 特徵
本魚體側扁，呈卵形，體略延長，頭部很大，大約佔身體長度的三分之一。嘴巴小且端位且牙齒堅固，魚體呈灰褐色，吻黃色，齒白色，具缺刻，自眼後到第二背鰭之前的身體上半部有一黃色鞍狀斑，成魚黃斑有散佈許多褐斑，幼魚則否。成魚身體下半部有許多大白斑，且尾柄上有條黃色寬橫帶。幼魚則全身皆佈滿大白斑，尾鰭無色，背鰭兩個，第一背鰭黑色，第二背鰭、胸鰭及臀鰭呈白色，第一背鰭第一棘粗大，尾鰭圓呈黃色，基部及鰭緣則為黑色，背鰭及臀鰭軟條截平。全身披骨質鱗片。背鰭硬棘3枚；背鰭軟條25至27枚；臀鰭軟條21至27枚；脊椎骨18枚。體長可達30公分。

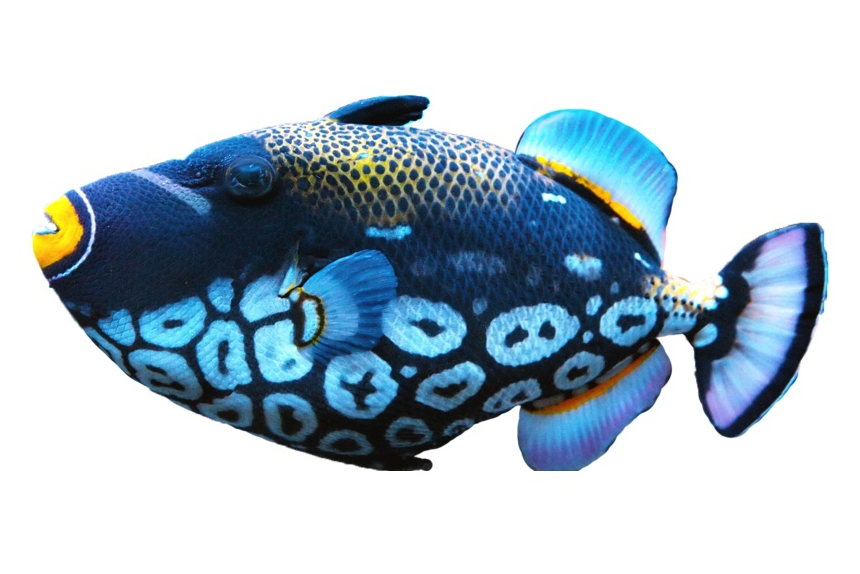
由於色彩鮮艷，花斑擬鱗魨為深受喜愛的觀賞魚

## 生態
本魚喜棲息在珊瑚礁外緣峭壁處，通常獨居、日行性，具領域性，幼魚則在超過20公尺的深峭壁洞穴或岩脊附近活動。主要以海膽、甲殼類及軟體動物為食。

## 經濟利用
肉有毒，非食用魚。由於色彩鮮豔，為具高價值的觀賞魚，它需要一個大型水族箱，因對其他魚類具有攻擊性，不宜與小魚混養。